# José Manuel del Regato
José Manuel del Regato López (Madrid, 1786, muerto en Filipinas en 1843), fue un polémico político, médico, periodista y conspirador español, oriundo de Suesa, provincia de Santander. Hijo del montañés José del Regato Hoyo, practicante en el Hospital Real de Madrid, Regato estudió medicina en Madrid, ciudad en la que obtuvo el título. Casado con Joaquina López de Mesa.

## Trayectoria política
Tras la revuelta popular del 2 de mayo, ejerció como médico para las tropas patriotas y pasó parte de la guerra en Cádiz, ciudad en la que destacó enseguida como liberal exaltado. Volvió a Madrid a finales de 1813 y en enero de 1814 era ya editor, junto con Juan Antonio Villarino, y redactor de La abeja Madrileña, periódico defensor del poder popular y de las limitaciones al poder del monarca. Tras la vuelta del rey en mayo de ese año de 1814 y la represión desencadenadas por el capitán general de Castilla La Nueva, Francisco de Eguía, Regato partió al exilio, al igual que muchos otros liberales exaltados. Exiliado en primera instancia en Bayona y de allí a Londres con su mujer, a los pocos meses volvió a Bayona, donde desarrolló una constante actividad conspirativa contra el gobierno de Fernando VII y en favor de los liberales, participando entre otros en el frustrado pronunciamiento de Mariano Renovales en Bilbao en septiembre de 1816 para derrocar al rey.

## Cambio de bando
Es posible que fuera en aquel momento cuando entró en contacto con la masonería en Francia. Su trayectoria se oscurece a partir de ese momento pero se sabe con certeza que en mayo de 1819 ya colaboraba con el gobierno español, aún en manos de los absolutistas, a través del embajador español en París, el conde de Fernán Núñez, al que se ofreció para realizar seguimiento de los liberales exiliados quedando a sueldo del gobierno español. Durante el Trienio Liberal desarrolló una importante actividad pública, propagando ideas liberales exaltadas, además de conseguir un puesto en la nueva administración, en el Departamento de Ultramar. Amigo de Antonio Alcalá Galiano, participó en la creación de la sociedad secreta, de la comunería, escindida de la masonería, junto con, entre otros, José María Torrijos, Juan Romero Alpuente y Francisco Ballesteros. 

## Durante la Década ominosa
Al caer el gobierno liberal en 1823, Regato vuelve a ponerse a las órdenes de Fernando VII, infiltrándose de nuevo entre los exiliados para informar de sus actuaciones al gobierno, para lo cual viaja a Francia, Gibraltar y Portugal. Durante la Revuelta de los agraviados viajó a Cataluña. Fruto de su buena relación con el monarca, en abril de 1828 es nombrado por el rey jefe de la Alta Policía Reservada desde donde se enfrentará al ministro de Hacienda, Luis López Ballesteros. Tras salir derrotado en las peleas internas dentro de la élite del régimen Regato se convierte en un apestado; los conservadores no se fían de él y los liberales lo odian. 

## Caída en desgracia y destierro
En octubre de 1832 es confinado en la isla de Ibiza, donde residirá hasta que en el verano del año siguiente se le permita volver a la península, pero no a la Corte. Tras la muerte del rey, Regato intenta medrar de nuevo en Madrid pero el gobierno lo confina de nuevo en Baleares, desde donde participa en diversas conspiraciones de tipo realista. Así, un Consejo de Guerra celebrado en marzo de 1836 lo condena a ocho años de destierro en Filipinas, y pocos días después es condenado también al destierro, en este caso en Puerto Rico. Mal de salud, en septiembre de este año parte para Filipinas desde Cádiz a bordo de la fragata Nueva-Zafiro en compañía de otros condenados, como el coronel Lorenzo Guillelmí. Ingresan los desterrados en mayo de 1837 en el fuerte de Santiago, en Manila. Pocos días después es embarcado rumbo a Capis, en la isla de Panay, donde posiblemente muere en torno a 1843.